# Thibaudia uniflora
Thibaudia uniflora är en ljungväxtart som beskrevs av A. C. Smith. Thibaudia uniflora ingår i släktet Thibaudia och familjen ljungväxter. Inga underarter finns listade i Catalogue of Life.